# Харківський історіографічний збірник
«Харківський історіографічний збірник» — періодичне видання історичного факультету Харківського національного університету імені В. Н. Каразіна.
Виходить друком з 1995 року, один раз на рік. Основну роботу по підготовці збірника здійснюють викладачі кафедри історіографії, джерелознавства та археології. Збірник входить до переліку фахових видань з історичних наук (Перелік ВАК 6.10.2010 (Бюлетень ВАК України. 2011. № 1)).
Першим головним редактором «Харківського історіографічного збірника» був завідувач кафедри проф. Міхеєв Володимир Кузьмич (випуски 1−4). З 2002 року головний редактор є проф. С. І. Посохов. Збірник має міжнародну редколегію. На сьогодні до складу редакційної ради збірника, зокрема, входять такі відомі історики та історіографи, як: А. Г. Болебрух, Л. О. Зашкільняк, В. П. Корзун, В. В. Кравченко, С. І. Маловічко, Т. М. Попова, Л. П. Репіна, М. Ф. Румянцева, О. А. Удод та ін.
Збірник містить статті з актуальних проблем історії і теорії історичної науки та освіти. Розглядаються питання історіографічної термінології, періодизації історіографічного процесу, категоріального апарату історичної науки, аналізується життєвий шлях та творча спадщина відомих вчених, організаційний розвиток історичної науки, особливості підготовки істориків у минулому й у теперішній час. Випуски мають тематичну спрямованість.
Збірник містить постійні рубрики:
- «Проблеми історичної освіти»,
- «Документи та матеріали»,
- «Спогади»,
- «Рецензії та огляди».

В збірнику друкуються матеріали міжнародної конференції «Астаховські читання», що проходить на історичному факультеті раз на два роки.